# San Giovanni Battista (Vittoria)

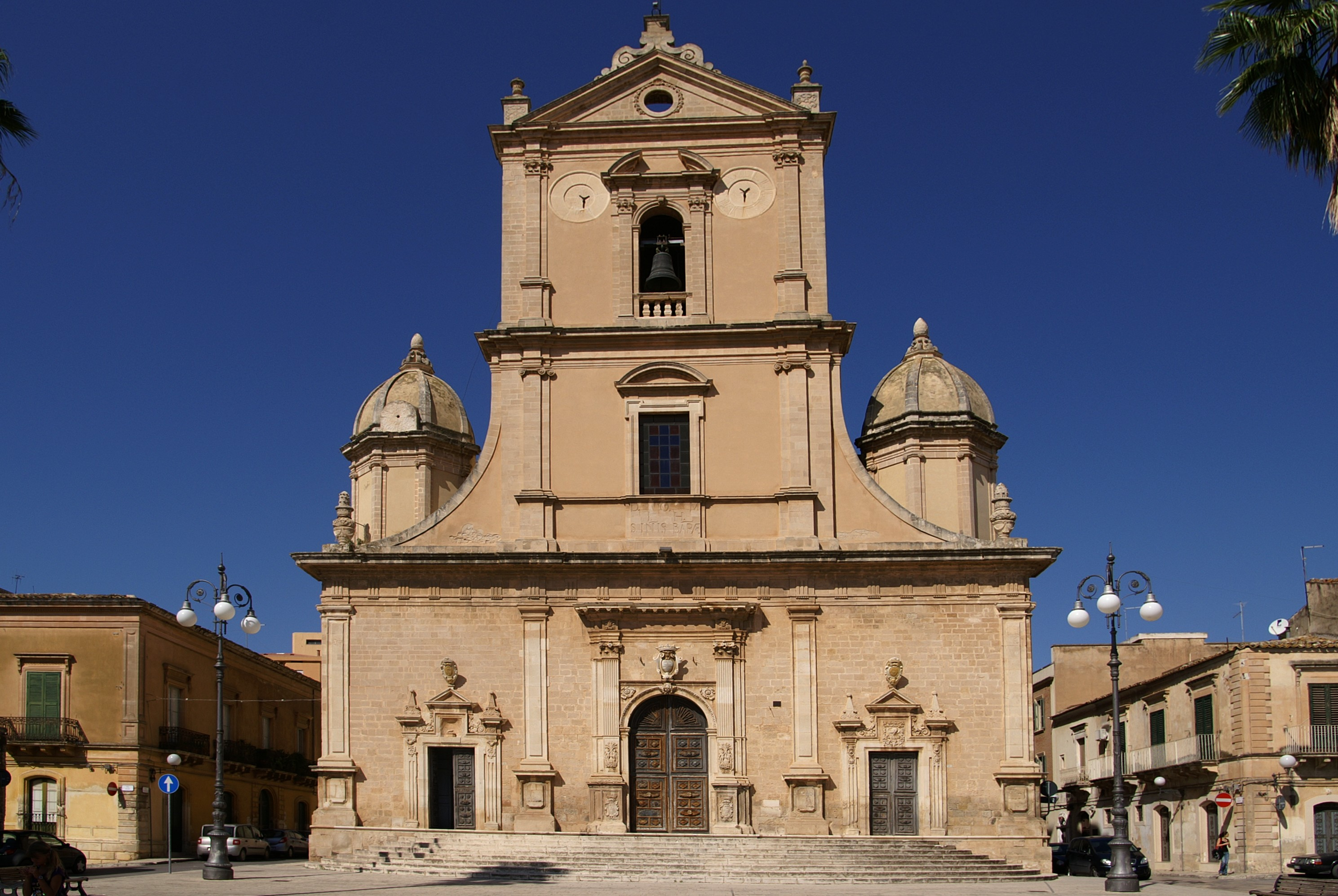
Basilika San Giovanni Battista

Die Basilika San Giovanni Battista ist eine römisch-katholische Kirche im historischen Zentrum der Stadt in Vittoria in Sizilien, Italien. Die Pfarrkirche des Bistums Ragusa trägt den Titel einer Basilica minor. Die Kirche wurde nach dem Erdbeben von 1693 zwischen 1695 und 1706 im Stil des Barock erbaut.

## Geschichte
Die Vorgängerkirche stammte bei geringer Quellenlage vom Anfang des 17. Jahrhunderts. Die bereits Johannes dem Täufer gewidmete Kirche war durch die heutige Via Principe Umberto mit dem Kloster delle Grazie verbunden, nahm aber auch die Funktion einer Pfarrkirche wahr, 1640 erhielt sie den ersten Pfarrer. Beim Erdbeben 1693 starben 40 Kinder in der Kirche beim Katechismusunterricht, aber einigen Berichten zufolge waren sie die einzigen, die in Vittoria starben.
Am 10. August 1695 legte der Pfarrer Mario La Lisa den Grundstein für den Bau der Kirche, die 1706 fertiggestellt wurde. Die wertvolle Goldausstattung aus der alten Kirche Santa Rosalia, der Schutzpatronin der Stadt von 1624 bis 1693, wurde hierher gebracht. Die Kirche erhielt anschließend eine spätbarocke Fassade. Am 16. Mai 1734 erfolgte durch Bischof Matteo Trigona von Syrakus die Kirchweihe, und am 5. April 1750 wurde sie zur Basilica minor erhoben. Von Santa Maria Maggiore in Rom wurden zahlreiche Reliquien von Heiligen und Märtyrern beschafft, die im neuen Altar der Schmerzensmutter aufgestellt wurden. Ab Mitte des 19. Jahrhunderts wurde die Kuppel errichtet. 1880 wurde Giuseppe Mazzone mit der Ausmalung der Kirche mit den Figuren der vier Evangelisten beauftragt, 1882 wurde die Orgel vergoldet.

## Architektur
Die schlichte Barockfassade wird seitlich von zwei kleinen Kuppeln gekrönt. Der Mittelteil wird von Pilastern mit ionischen und korinthischen Kapitellen eingerahmt und steht auf drei horizontalen Registern. Die dreischiffige Kirche auf dem Grundriss eines lateinischen Kreuzes wird mittig von einem Tonnengewölbe mit Stichkappenfenstern überspannt, das von korinthischen Säulen getragen, der Altarraum schließt mit einer runden Apsis. Die Vierungskuppel auf einem durchfensterten Tambour wurde 1850 vom Architekten Giuseppe Di Bartolo Morselli entworfen und 1854 im maurischen Stil fertiggestellt.

## Ausstattung

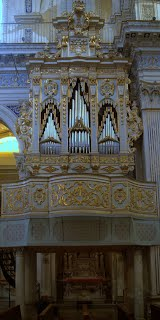
Orgel von Donato Del Piano aus dem Jahr 1748

Die reichhaltige Kirchenausstattung umfasst Dekorationen, Stuck, Statuen, Marmor und zahlreiche Gemälde. Sie beherbergt einen wertvollen Holzaltar, Gemälde von Giuseppe Mazzone (darunter die berühmte Taledda) und anderen sizilianischen Künstlern. Bemerkenswert sind auch das Grab der Gräfin von Modica Vittoria Colonna (Gründerin der Stadt) und das Taufbecken, über dem ein Gemälde aus der Caravaggio-Schule aus der Zeit um 1700 hängt, das die Taufe Christi darstellt.
Der reich verzierte, polychrome Marmorboden stammt aus dem Jahr 1801. Im Kirchenschiff kann man die Holzkanzel von Meister Carmelo D’Asta aus dem 19. Jahrhundert sehen. Im letzten Joch des Kirchenschiffs befindet sich auf der linken Chorempore installierte Donato Del Piano 1748 eine Barockorgel. Mit einem Manual und Pedal werden 14 Register bespielt.